# ローカル女子の遠吠え
『ローカル女子の遠吠え』（ローカルじょしのとおぼえ）は、瀬戸口みづきによる日本の4コマ漫画作品。『まんがタイムスペシャル』（芳文社）にて、2014年10月号よりゲスト掲載、2015年1月号より正式に連載となり休刊となる2019年12月号まで連載。『まんがタイム』2020年1月号より連載開始。『まんがタイムオリジナル』では、姉妹作『きっと愛され女子になる!』の連載終了を受けて2019年5月号より連載開始、2021年1月号まで連載された（『まんがタイム』での連載は継続）。
地元静岡にUターン就職したアラサー女子・有野りん子の、日々の仕事や同僚・旧友達との交流を描いたコメディー作品。『サザエさん』同様、登場人物が歳を重ねない設定で連載されている。静岡県が舞台であり、静岡県に絡んだご当地ネタが随所に登場する。静岡グルメに関する描写も多く、グルメ漫画と評されたこともある。作者の他作品に比べると、サービスカット的な描写がやや多めでもある。
『まんがタイム』2022年10月号からは、巻頭カラー掲載時に限って表紙のメインカットを担当することとなった。

## あらすじ
東京で建築デザイナーを務めていた有野りん子は、仕事に行き詰まりを感じていたこと、東京での暮らしになじめなかったことから地元・静岡に帰郷。地元で再就職を果たした。
地元には、幸せを謳歌する旧友たちがいた。同僚も静岡ライフを満喫する東京出身の雲春をはじめ、地元愛にあふれる個性的な面々。そんな人たちに囲まれながら、地元にツッコミつつ幸せの答えを探すべくりん子は今日も働く。

## 主な登場人物
主要な登場人物の姓は、虫にちなんだものになっている。雲春家は、柳二以外に両親や兄弟がチョイ役で登場しているが、特に断りのない限り「雲春」=「雲春 柳二」を指す。

### 有野家
有野 りん子（ありの りんこ）
主人公の女性。27歳。身長161cm。静岡市葵区出身。普段の髪型は緩めの三つ編みで、蟻の触角のようなアホ毛が特徴。同僚が羨むほどの巨乳を持つ。
大学進学を機に東京へ移り建築デザイン事務所に就職したが、デザイナーとしての評価に行き詰まりを覚えてきたころに都会の荒波に「物理的に」押しつぶされ満員電車で肋骨を骨折したことで静岡にUターンした。
性格は真面目で仕事熱心（同僚からワーカホリックを疑われるほど）だが柔軟性に欠ける面があり、センスを求められる用件には弱い。それ故東京に住んでいた時にデザイナーとしての能力は芳しくなかった一方で事務スキルはきわめて高い。海で泳ぐのも苦手（波の動きが法則化できないため。プールなら泳げるとのこと）。委員長気質で、学生時代はその任にあるかないかを問わず「委員長」と呼ばれていたが、本人は気に入っていない。美容に関しては、やや無頓着な面がある。仕事中や食べる時には、ほぼ必ず「バリバリ」という効果音が付く。
対人関係においては合理性を重視し他人との馴れ合いを嫌うが情が欠けているわけではなく、自分の中で合理的に関連づけば（あるいは他者にそう誘導されれば）会社の懇親会や同僚の誘いに応じるぐらいの社交性は持っている。また、実は「誰かに必要とされる」「誰かの役に立つ」ことへの欲求が強く、文句を言いつつも他人の世話を焼いてしまう一面があり、同僚の雲春はそんな彼女を「心の壁一級建築士（ただし欠陥建築）」と評した。地元の事情には詳しく、静岡の事情に疎い雲春をフォローする機会は多い。快人（雲春の弟）は、彼女の性質は名々伏に似ていると評した。
自分を『アリとキリギリス』の蟻と評し、地元に留まった旧友をキリギリスと軽蔑していたが、Uターンしてきた自分に対し旧友たちが幸せな生活を送っていたことに思い悩む。Uターン後は、東京と地元の価値観や生活環境のギャップに悩むことも。単行本2巻あたりまでは、これらに関して悩む描写がしばしば見られた。
恋愛や結婚には極端に冷めており、結婚願望も持っていない。そのため、恋話は苦手。雲春とは、あくまで同僚として接しているが、公私ともに接する時間が増えていることに疑問を覚えている。一方で食事時に腹をたてると彼の食事を横取りしたり、彼からの誘いを断りきれなかったりなど距離感が微妙。
姓の由来は、『アリとキリギリス』の蟻から。
有野 蘭子（ありの らんこ）
りん子の母親。身長163cm。趣味は利き酒。自称「長澤まさみと広瀬すずを足してバーボンで割ったような美女」「静岡のマリリン」。彼女にも、蟻の触角のようなアホ毛はある。
静岡でスナック「かとれあ」を営んでおり、接客術に長けている。
夫が借金を残して蒸発したため、女手一つで娘を育てた。性格は娘と違って不真面目な部分も目立つが、思い悩みがちな娘にアドバイスを送ることもある。一方で、娘に店を継がせて「委員長喫茶」のオープンを企んでいる。雲春については、娘のお相手候補と捉えており、娘や雲春を困惑させることも。夫とは別居状態が続いているが、夫婦としての籍は残している。
若いころは早紀と並んでクラブ「躑躅（つつじ）」の売れっ子で、「ランコ&サキ」もしくは「静岡のピンクレディー」として静岡の水商売界隈では名を知られていた。本人曰く「静岡市の葵区と駿河区は、ランコ派とサキ派で分かれた」とのこと。
りん子の父
名前は不明。単行本10巻時点では、正面顔がはっきりと描かれていない（見切れる、後ろ顔、若いころと思しき姿のシルエット、など）。彼にも、蟻の触角のようなアホ毛はある。
元々は妻の蘭子と共同で喫茶店「かとれあ」（本編のスナック「かとれあ」の前身）を経営していたが、友人の借金の保証人となってしまい失踪、それ以来別居状態が続いている。現在も、蘭子の口座に時折お金を振り込んでいる。蘭子と連絡をとろうとしているものの、彼女には上手くかわされている。

### 会社関係者
特に断りが無ければ静岡支社勤務。
雲春 柳二（くもはる りゅうじ）
りん子の同僚の男性。29歳。身長173cm。東京都（目黒区祐天寺）出身。男3人兄弟の次男。趣味は食べ歩き。りん子とは、職場で行動を共にすることが多いほか、プライベートでも（成り行きの場合もあるが）行動を共にする機会が時折ある。
無神経でヘラヘラした所はあるが前向きで温厚な性格。言動はマイペースだが同期の名々伏によれば仕事はそこそこでき、仕事が絡まない場面ではむしろ本質を正確に見抜く場面が多々ある。食べ物や特産品を軸に人生を決めている節がある。時々思いを率直（悪く言えば考え無し）に口に出すことで失言をかましてしまう欠点があり、りん子や名々伏からは咎められることもある。
元は東京本社勤務だったが、酒の席での上司への失言から、静岡支社へ左遷（出向）させられた。左遷自体はそれほど深刻に悩んでおらず、静岡の文化に驚きつつも、静岡での暮らしを満喫している。派閥への苦手意識もあり、本社復帰の意思は今のところ持っていない。単行本8巻からは、静岡に住民票を移している。
りん子とは、考え方が異なることなどから彼女を怒らせることも時々あるが、お互いの相手に対する理解は正確であり関係は悪くない。基本的には同僚として接しているが、少なくともTPOを全く考えずに女子アピールしてくる桐島よりは彼の好みに近い模様。蘭子が経営するスナック「かとれあ」は、最初の訪問での印象が良かったこともあり、常連客となっている。
番外編で彼が主役の場合、『アーバン男子』が含まれたタイトルになる。
姓の由来は、蜘蛛から。
鎌木 健（かまき けん）
りん子の同僚の男性。25歳。身長180cm。清水市（現：静岡市清水区）出身。趣味はサーフィン。
マイルドヤンキー資質を持つ。オフのときは、雲春や小畑と遊ぶこともある。職場の懇親会では、秋津とも積極的にコミュニケーションをとっているが、気難しい彼女に振り回されがち。セクハラに関しては注意が足りない部分があり、軽率な発言をして上司や女性の同僚に怒られることも時々ある。出身地の偉人である清水次郎長を敬愛している。
姓の由来は、蟷螂から。
桐島 美織（きりしま みおり）
りん子の同僚の女性。24歳。身長157cm。愛車はBMW。静岡市駿河区出身。静岡を出たことがない。
いわゆる「お茶くみ」で、りん子は彼女との給与の差があまり無いことに落胆していた。お嬢様気質で、仕事力より女子力の方を重視している。雲春に対し積極的にアタックしているが、当の本人には過去の発言から好意の向き先が自分ではなく「東京（23区）出身の男性」というレッテルだとバレているため恋愛対象と見なされていない。基本的に自分が中心でないと気が済まず、県外での合コンにも積極的に参加する一方で、容姿の面で優越する確信が持てない水馬とはハンデを付けることが可能な場面以外では関わろうとしない。
姓の由来は、『アリとキリギリス』のキリギリスから。
秋津 茜（あきつ あかね）
りん子の同僚の女性。30歳。身長154cm。藤枝市出身。趣味は料理。
海外でのホームステイ経験を持つ。性格はキツく陰で「お局様」と呼ばれているが、快く思っていない。しばしば自虐や愚痴を叫びながら調理している。
年齢柄、独身で恋人も居ないことを気にしている。
姓の由来は、蜻蛉の古い呼び名から。
江崎 ほのか（えさき ほのか）
りん子の同僚の女性。部署内の女性では最年長の32歳。身長155cm。静岡市駿河区出身。
結婚して神奈川県に移り住んでいたが、（元）夫のDVが原因で離婚しUターン就職した。現在は長女、次女、長男の3児の母で、仕事を続けつつも子育てに勤しんでいる。一番上の子供は小学二年生。
前向きで明るい性格だが、時折さらっと重たい経験談を語って周囲を凍り付かせる。
姓の由来は、メスが産んだ卵を守るエサキモンキツノカメムシから。
課長
りん子や雲春たちの上司の男性。既婚者で妻子あり。身長165cm。歴史好き。静岡市葵区出身。
地元（静岡）愛も強く、地元を侮辱する発言には容赦ない。結婚については「30過ぎの独身は恥ずかしい」という古い考えを持つが、妻との関係は良好ではない。
営業課長
課長の同期の男性。身長176cm。愛知県岡崎市出身。
水馬 咲耶（すいば さくや）
東部営業所の女性。年齢は20台後半と思われる。身長は身長178cmと長身。富士宮市出身。趣味は登山。実家は農場を経営している。既婚者の姉がいる。
元モデルの卵で、東京でアバレル店に勤めながらモデルを目指していたが芽が出なかったこと、とある理由でホームシックになったことから帰郷した。その経緯から、りん子にはシンパシーを感じている。
作中では富士山過激派と呼ばれるほど地元愛・富士山愛が強く、山梨県出身者とは富士山を巡って口論となる。地元を馬鹿にする発言やニセご当地メニューには敏感。健啖家な一面も持つが、モデル志望時代からの習慣と現在の住環境が理由で体を動かすことが多いためスタイルは維持されている。
りん子と雲春の関係については、仲がいいと評し、動向を気にしている節も見せる。登山が趣味で、りん子を富士山登山へ連れて行く野望を抱いている。
姓の由来は、アメンボから。名の由来（作中設定）は、神話の木花之佐久夜毘売命（コノハナノサクヤビメ）から。
油野 真白（ゆの ましろ）
東部営業所の女性。身長159cm。伊豆市出身。
水馬の後輩で、彼女とは仲がいい（彼女のことは、読者モデル時代から知っていた）。ミステリアスな雰囲気を持ち、他人を乗せる術に長けている。
魔性の女と呼ばれ、今まで何人もの男性に貢がせてきた過去を持つ。「ふぅん」が口癖。
姓の由来は、アブラムシから。
小畑 哲夫（おばた てつお）
西部営業所の男性。27歳。身長166cm。通称「バタやん」「バタさん」。浜松市東区 (現：中央区) 出身。
見た目に反して筋肉質なメガネ男子。浜松まつりにかける情熱や、地元愛は強い。ただし、地元愛の強さ故に他地域出身者の神経を逆撫でするような発言をしてしまうことも時々ある。コミュニケーション能力が高く、西部営業所のムードメーカーでもある。杏（あん）という妹がいる。
姓の由来は、バッタから。名の由来は、『仮面ライダーBLACK』『仮面ライダーBLACK RX』で主演を務めた倉田てつをから。
名々伏 匠（ななふし たくみ）
東京本社勤務の男性。雲春とは同期。29歳。身長178cm（公称）。埼玉県さいたま市出身（本人曰く「池袋の上の方」）。趣味はボルダリング。
口は悪いが情には厚く、雲春の左遷直前時には助け舟を出そうとした（上司の手が早く失敗した）。上司との折衝や立ち回りは器用にこなしてはいるものの、実際はストレスによる潰瘍に悩まされている。時折、雲春を訪ねて静岡へやって来る。りん子とも面識はある。
雲春たちの世代では一番の出世頭で、『まんがタイムスペシャル』2018年10月号掲載回からは主任に昇格している。昇格以降は、雲春を本社に引き戻そうと企んでいる節も覗かせている。
本人は認めていないが「東京」と「海」にコンプレックスがあるらしく、「生まれも育ちも東京の雲春以上に東京の店に詳しい」「海に関する話題を振られると機嫌を損ねる」などの描写がある。
姓の由来は、ナナフシから。
天道 七帆（てんどう ななほ）
東部営業所の新入社員の女性。水馬・油野の後輩。22歳。身長157cm。熱海市出身で実家は旅館。そのせいか世話焼き気質。
熱海からは十国峠に遮られて富士山が見えないこともあり、東部営業所所属でありながら富士山に執着していない。
姓の由来は、テントウムシから。
穂垂 ヒカリ（ほたる ヒカリ）
西部営業所の主任の女性。34歳。身長165cm。周智郡森町出身。ダム好き。
大人しい性格で、本人も静かな場所の方を好むため浜松に所在する西部営業所の他の社員とはノリが合わないが、現在の自分を率直に評価してくれる小畑のことは気に掛けている様子。SNSでは「源平合戦」のアカウント名で活動している。
姓の由来は、ホタルから。
河路木（こうろぎ）
東京本社の社員の女性。名々伏の部下。桐島と似たキラキラタイプの人間。仕事の出来は普通。
上層部には彼女の親衛隊のような存在がいるため、名々伏は気を遣うはめになる。
姓の由来は、コオロギから。
タミヤ
静岡支社営業課の社員の女性。静岡市出身だが、西部営業所のスズキと結婚し、今は浜松から通っている。相手の思惑をキャッチする営業センサーの感度がきわめて高い。
姓の由来は、静岡市本拠の世界的な模型メーカー、タミヤから。
鈴木（スズキ）
西部営業所の社員の男性。浜松の中田島砂丘でタミヤにプロポーズした。
姓の由来は、浜松本拠の自動車メーカー、スズキから。
本田（ホンダ）
西部営業所の社員の男性。バイク好き。
姓の由来は、浜松発祥の自動車メーカー、ホンダから。

### りん子の元同級生
蜂須賀 マヤ（はちすか マヤ）
りん子の高校時代からの友人で、りん子とは別の会社に勤める女性。身長158cm。通称「ハッチ」。静岡市葵区出身。趣味は癒されることならなんでも。頭部にカチューシャを着用することが多い（高校時代はリボンを着けていた）。
断れない性格で、東京での一人暮らし中には新聞を多数契約してしまったり、怪しいカルト宗教に引っかかってしまったなどの経験がある。挙句就職先が「従業員の人格を認めないどころか否定する」「社屋に拘束され外出できるのが稀」というほどのブラック企業であり、無事脱出・地元に戻ることができたもののその影響で目のハイライトが消えてしまった。ただし希に何らかの良い刺激でハイライトが一瞬戻ることがある（過去話では目にハイライトが宿っていた）。また物事を前職であったブラック企業でのトラウマに絡めて考えてしまう癖もある。
両親は父親の生まれ故郷である川根本町にUターンし、古民家を改装したカフェを営んでいる。また、兄夫婦一家（実兄・充、義姉・鈴美、子・青葉）が実家に住んでいるため、一人暮らし。父も元ブラック企業の社員であり娘同様目のハイライトがない。
姉妹作『きっと愛され女子になる!』にも登場し、無意識に黒いものを避ける習性があることが描かれた。
姓の由来は、蜂から。
田亀（たがめ）
りん子と蜂須賀の元同級生の女性。スーパーに努めている。実家から出たことがない。東京に良いイメージを抱いていない。
名前の部分は不明だが、夫からは「なっちゃん」と呼ばれている。
姓の由来は、タガメから。
五樹 冬真（いつき とうま）
りん子と蜂須賀の元同級生の男性。静岡市葵区出身。身長179cm。
普段はチャラチャラしているが、地頭と要領が良く、若くして起業に成功するほど。当初立ち上げた事業を譲渡後、次の事業に着手する際にりん子をスカウトしようとした（りん子の反発で失敗）。
りん子には学生時代に指定校推薦を奪われたなどの理由で敵視されている（彼女いわく「天敵」）。現在でも時々りん子の前に現れては煽り気味の態度をとるが、実際は過去の経緯からりん子のことを気にかけており、りん子が雲春と一緒に「かとれあ」に入ってきたのを見たときには彼に対し半ば嫉妬を交えた嫌味を連発した（ただし雲春には全く通じていない）。
わずか2コマだが実家がゴミ屋敷として描かれており、りん子を押しのけて指定校推薦を獲得した過去やファイアを目指す今の姿の背景を示唆している。
姓の由来は、生命力の強いゴキブリから。

### その他
小村 早紀（こむら さき）
蘭子のママ友の女性。BAR「小紫」のママ。身長159cm。静岡市葵区出身。糸目で、感情が昂っても目はほとんど見開かない。
蘭子とは学生時代から面識はあったが、当時は仲良くなく、親交を深めたのは社会人で同業者になってからである。若いときは蘭子と並んで「静岡のピンクレディー」と称され、クラブでの覇を競ったほど。後に東京の銀座に独立開業する手前までこぎ着けたが、蘭子の夫が蒸発した件を聞き、蘭子との友情を重んじて静岡での開業を決めた過去がある。
ターさん
スナック「かとれあ」の常連客の男性。工務店の社長（事業は息子に譲っている）。身長168cm。雲春をりん子の彼氏と疑ったことがある。
マサさん
スナック「かとれあ」の常連客の男性。船元。身長174cm。船元になる前はマグロ漁師を勤めていた。いいガタイの持ち主。マサジという弟がいる。
ポンさん
スナック「かとれあ」の常連客の老人男性。地主。身長150cm。蘭子曰く謎が多い人物。
内須（うちす）
人呼んで山梨のナイスミドル。りん子たちが勤務する会社の取引先の男性。身長177cm。山梨県甲府市出身。山梨側から見る富士山へ並々ならぬ情愛を持つ。富士宮市出身の水馬とはしばしば舌戦を繰り広げているが、彼女に年賀状を贈るなど、礼節は持ち合わせている様子。
雲春 快人（くもはる かいと）
雲春三兄弟の三男で柳二の弟。24歳の大学生。東京在住で親と同居している模様。性格は柳二に輪をかけてマイペース。
雲春 明日夏（くもはる あすか）
雲春三兄弟の長男で柳二の兄。東京在住。性格は弟二人と違って生真面目。「弟と違って真面目」と言われると気分が沈んでしまうなど、繊細な一面も持つ。
超重力式 ダム子（ちょうじゅうりょくしき だむこ）
ダム巡りが趣味の大学生女子のハンドルネーム（本名未出）。「源平合戦」のファンでSNSで交流している。

## コラボレーション
- 2018年1月、静岡放送の番組『イブアイしずおか』に作者が出演し、記念のコラボ漫画（4コマ形式で1本）が描かれた。同年10月刊行の単行本第4巻に、一部修正の上で収録されている。
- 2018年8月、株式会社アルバイトタイムスが運営する転職サイト「JOB」にて、りん子が静岡にUターン転職するまでを描いたコラボ漫画「しぞ〜か転職物語」 が公開された[14][15]。なお、静岡地区限定で、小冊子化したものも配布された。
- 2018年11月8日、静岡朝日テレビの番組『ピエール瀧のしょんないTV』に作者が出演し[16]、番組内で上げられた静岡あるあるを元にしたネタが2019年1月号に掲載された。
- 2021年1月、NHK静岡放送局の番組『NHKニュース たっぷり静岡』に作者が出演し、本作が紹介された。このとき、本作の一部がピクチャードラマ化され、雲春やりん子たちの台詞にも声が当てられた[17]。

## 商業的評価
単行本第1巻は、作者の作品としては初めて重版出来となった。
週間単行本売り上げランキング（COMIC ZIN調べ）では、単行本が発売されるたびにランキング入りしている（以下参照）。
| 巻数   | 期間                       | 順位   |
| ------ | -------------------------- | ------ |
| 第1巻  | 2016年5月2日から5月8日     | 第6位  |
| 第2巻  | 2016年11月7日から11月13日  | 第3位  |
| 第3巻  | 2017年8月7日から8月13日    | 第3位  |
| 第4巻  | 2018年10月1日から10月7日   | 第1位  |
| 第4巻  | 2018年10月8日から10月14日  | 第4位  |
| 第5巻  | 2019年9月2日から9月8日     | 第3位  |
| 第5巻  | 2019年9月9日から9月15日    | 第10位 |
| 第6巻  | 2020年6月1日から6月7日     | 第2位  |
| 第6巻  | 2020年6月8日から6月14日    | 第7位  |
| 第7巻  | 2020年12月7日から12月13日  | 第2位  |
| 第8巻  | 2021年12月6日から12月12日  | 第1位  |
| 第9巻  | 2022年11月7日から11月13日  | 第1位  |
| 第10巻 | 2023年12月4日から12月10日  | 第5位  |
| 第10巻 | 2023年12月11日から12月17日 | 第8位  |
| 第11巻 | 2024年12月2日から12月8日   | 第2位  |

## 書誌情報
電子書籍版も並行して展開。電子書籍版限定の特典エピソードも存在する。
- 瀬戸口みづき『ローカル女子の遠吠え』 芳文社〈まんがタイムコミックス〉、既刊11巻（2024年12月6日現在）[34]
  1. 2016年5月7日発売、ISBN 978-4-8322-5483-1
  2. 2016年11月7日発売、ISBN 978-4-8322-5533-3
  3. 2017年8月7日発売、ISBN 978-4-8322-5612-5
  4. 2018年10月5日発売、ISBN 978-4-8322-5721-4
  5. 2019年9月5日発売、ISBN 978-4-8322-5762-7
  6. 2020年6月4日発売、ISBN 978-4-8322-5793-1
  7. 2020年12月7日発売、ISBN 978-4-8322-5812-9
  8. 2021年12月7日発売、ISBN 978-4-8322-5849-5
  9. 2022年11月7日発売、ISBN 978-4-8322-5884-6
  10. 2023年12月7日発売、ISBN 978-4-8322-5923-2
  11. 2024年12月6日発売、ISBN 978-4-8322-5960-7